# Орзень
Орзень, Орзені (рум. Orzeni) — село у повіті Ясси в Румунії. Входить до складу комуни Холбока.
Село розташоване на відстані 329 км на північ від Бухареста, 8 км на схід від Ясс.

## Населення
За даними перепису населення 2002 року у селі проживали 696 осіб. Усі жителі села рідною мовою назвали румунську.
Національний склад населення села:
| Національність | Кількість осіб | Відсоток |
| -------------- | -------------- | -------- |
| румуни         | 683            | 98,1%    |
| цигани         | 13             | 1,9%     |